# 加利福尼亚州接纳法案
加利福尼亚州接纳法案（An Act for the Admission of the State of California）是美國一部有關接纳加利福尼亚成為美利坚合众国第三十一州的联邦法案，該法案由第31届美國国会表決通過，1850年9月9日由美國總統米勒德·菲尔莫尔正式签署生效 。根据1850年妥协案，加利福尼亚为自由州。加利福尼亚是美國仅有的几个未成為美国合并建制领土而直接成为美國州的州之一。